# القذاف
القَذَاف هي بلدية تقع في مقاطعة ليون وقشتالة وليون بإسبانيا. وفقًا لتعداد 2010 ( INE ) ، يبلغ عدد سكان البلدية 315 نسمة.